# Heorhij Kandrac'eŭ
Heorhij Pjatrovič Kandrac'eŭ (in bielorusso Георгій Пятровіч Кандрацьеў?, in russo Георгий Петрович Кондратьев?, Georgij Petrovič Kondrat'ev; Ljubiničy, 7 gennaio 1960) è un allenatore di calcio ed ex calciatore sovietico dal 1991 bielorusso, di ruolo attaccante.

## Palmarès

### Giocatore

#### Competizioni nazionali
- Campionato sovietico: 1

Dinamo Minsk: 1982
- Coppa delle Federazioni sovietiche: 1

Cornomorec: 1990